# Le Haut Val d'Ayas
Le Haut Val d'Ayas (en italien L'alta valle d'Ayas) est une peinture à l'huile sur toile de 36 × 49 cm, réalisée par Carlo Bazzi en 1897 et conservée au musée de la Banca Intesa San Paolo de Milan.